# زمین کروی

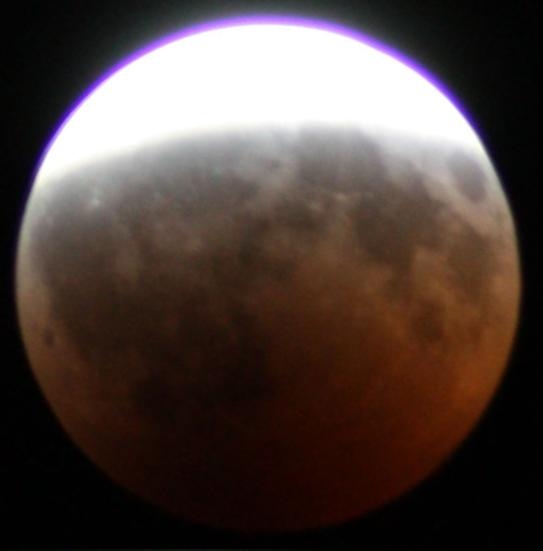
سایه گرد زمین بر ماه هنگام در ماه اوت سال ۲۰۰۸

نظریهٔ زمین کروی، زمین گرد یا گوی‌مانند به زمان یونانیان باستان بازمی‌گردد. تمدن یونان در حدود سال ۵۰۰ قبل از میلاد ظهور یافت و در طول هزار سال بعد، کمک بزرگی به ستاره‌شناسی نمود.
ابتدا، در قرن ششم قبل از میلاد یونانیان دریافتند که زمین کروی است و فیثاغورس دانشمند یونانی کروی بودن زمین را اظهار داشت. آن‌ها برای اولین بار محیط زمین، اندازه ماه و فاصله میان آن‌ها را به دقت اندازه گرفتند. اگرچه به اشتباه معتقد بودند که زمین کره ثابتی است که جهان پیرامون آن می‌گردد ولی برخی از اندیشه‌ها و شیوه‌های رصدشان تا اواخر قرن هفدهم کاربرد داشت.
پیش از آن که یونانیان نظریه کروی بودن زمین را مطرح نمایند، اکثر مردم بر این باور بودند که زمین مسطح است. برای مثال هندوها معتقد بودند که زمین مسطح و بر شانه ۴ فیل قرار دارد که به نوبه خود بر پشت چهار لاک‌پشت شناور در اقیانوسی بی‌کران ایستاده‌اند. مصریان باستان زمین را رب‌النوع کب می‌پنداشتند که به پهلو دراز کشیده و الهه نات، تجسم خورشید، بر روی آن خمیده‌است.
همچنین اکثر تمدن‌ها معتقد بودند که زمین مرکز جهان است، ولی بطلمیوس ستاره‌شناس یونانی (۱۶۸–۹۰ قبل از میلاد) بیشتر از سایرین برای این اندیشه معروف است. وی در کتابش المجسطی، قوانین اندازه‌گیری حرکات اجرام آسمانی را وضع نمود. به منظور تشریح حرکت رجعی برخی از سیارات، بطلمیوس اظهار کرد که مدار سیارات یک سلسله فلک تدویر پیچیده را دنبال می‌کند. البته حتی در اوایل قرون وسطی، هرگز فرضیهٔ کروی شکل بودن زمین از بین نرفت. دانته شاعر ایتالیایی، در کتاب خود، کمدی الهی، فرض کروی شکل بودن زمین را پذیرفته‌است. همچنین ایرانیان باستان عقایدی مبنی بر گرد بودن زمین داشته‌اند، که بازتاب آن‌ها را حتی می‌توان در رسومی همچون رها کردن سیبی شناور در آب هنگام چیدن سفرهٔ هفت سین، دید که نشانی از شناور بودن کرهٔ زمین در فضا و پویایی آن است.

## اندیشه‌های آریستارخوس
معدودی از متفکران یونانی، مخصوصاً آریستارخوس (۲۵۰–۳۲۰ قبل از میلاد) اندیشه زمین مرکزی بودن دنیا را به زیر سؤال بردند. آریستارخوس به کمک هندسه از روی اندازه سایه زمین، ماه و خورشید در خلال خسوف و کسوف، اندازه نسبی آن‌ها را محاسبه کرد. اعداد و ارقامش کاملاً نادرست بودند، ولی از آنجا که دریافت خورشید از زمین بسیار بزرگتر است، اظهار داشت که طبیعتاً خورشید باید در مرکز جهان باشد. اکثر یونانیان این ایده را نپذیرفتند و اندیشه‌های آریستارخوس رد شدند. در عوض، المجسطی بطلمیوس تا ۱۵۰۰ سال بعد بر علم ستاره‌شناسی سیطره داشت.

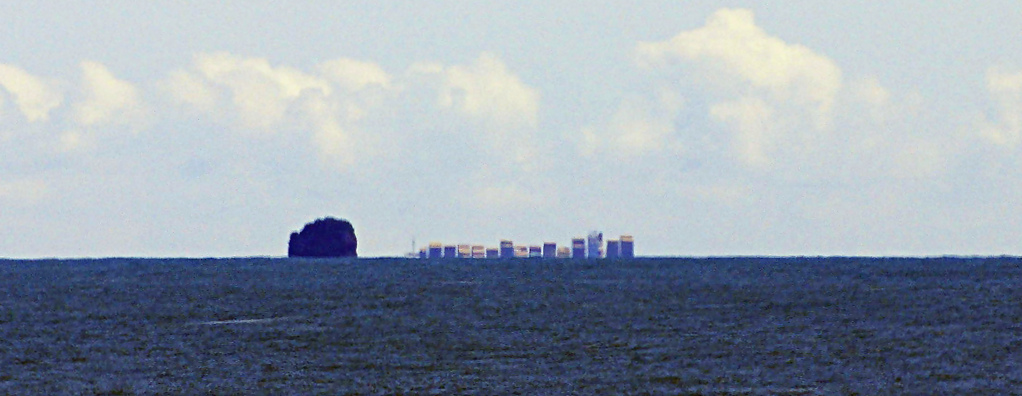
ارسطو همچنین دلیل می‌آورد که کشتیها در هر جهت که از ساحل دور شوند، ابتدا بدنه و سپس دکل آن‌ها ناپدید می‌شود و این نشانه‌ای از کروی بودن زمین است.

## اندیشه‌های ارسطو
در حدود سال ۳۵۰ پیش از میلاد ارسطو، دلیل قاطعی بر گرد بودن زمین ارائه کرد. موثرترین دلیل وی این بود که اگر کسی به طرف شمال یا به طرف جنوب مسافرت کند، در افق روبروی او ستارگان جدیدی ظاهر می‌شوند و در افق پشت سر او ستارگانی که قبلاً دیده می‌شدند، ناپدید می‌شوند. ارسطو همچنین دلیل می‌آورد که کشتیها در هر جهت که از ساحل دور شوند، ابتدا بدنه و سپس دکل آن‌ها ناپدید می‌شود و این نشانه‌ای از کروی بودن زمین است. همچنین مقطع سایه زمین بر ماه در هنگام خسوف، بدون در نظر گرفتن وضع ماه، همیشه به صورت یک دایره است. ارسطو می‌گوید همه این واقعیت‌ها فقط هنگامی می‌تواند درست باشد که زمین کروی باشد.

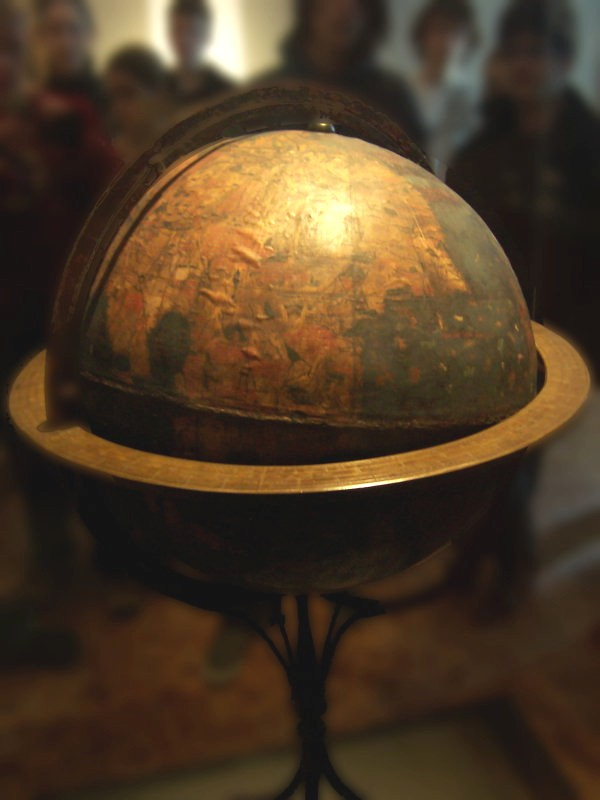
اِردآپفِل (آلمانی: سیب‌زمینی) ساخته‌شده توسط مارتین بیهایم در ۱۴۹۲، قدیمی‌ترین مدل کروی برجامانده از زمین است.

## محیط کروی زمین
اولین فردی که محیط زمین را دقیق اندازه گرفت، اراتستن (۱۹۵–۲۷۶ قبل از میلاد) ریاضیدان یونانی بود. او می‌دانست که در ظهر اواسط تابستان، خورشید شهر(آسوان کنونی) سین، واقع در جنوب خانه‌اش در مصر، مستقیماً درون چاه عمیقی می‌تابد. او در همان روز زاویه تابش خورشید بر فراز اسکندریه را ۷٫۲ درجه اندازه گرفت. این زاویه برابر است با ۱٫۵۰ کمان یک دایره. او می‌دانست که فاصله سین تا اسکندریه ۷۷۲ کیلومتر است و بدین ترتیب محیط زمین را 50x772 یعنی ۳۸۶۰۰ کیلومتر محاسبه کرد. این رقم به عدد واقعی ۴۰۰۷۴ کیلومتر بسیار نزدیک است.

## زمین بیضوی
تا قرن هفدهم زمین به شکل کره کامل فرض می‌شد. این تصور از ۲۰۰۰ سال پیش تا آن زمان بر افکار تسلط داشت؛ ولی اسحاق نیوتن با توجه به چرخش زمین به دور خودش (حرکت وضعی زمین)، نتیجه متفاوتی بدست آورد. اسحاق نیوتن به متفاوت بودن سرعت سطح زمین در عرضهای جغرافیایی مختلف پی برد. او با قوانین خود نشان داد که هرچه چرخش سریعتر باشد، اثر گریز از مرکز بیشتر است، یعنی گرایش مواد به دور شدن از مرکز دوران بیشتر می‌شود.
از آنجا که سرعت در قطبها صفر است، پس اثر گریز از مرکز در قطبها تا استوا پیوسته افزایش می‌یابد. این بدان معناست که زمین در اطراف کمربند استوایی خود با شدت بیشتر رانده می‌شود. زمین مانند یک نارنگی در استوا برآمده و در قطبها فرورفته‌است. اسحاق نیوتن حتی فرورفتگی قطبها را حساب کرد و نتیجه گرفت که می‌بایستی در حدود ۱٫۲۳۰ تمام قطر زمین باشد. این عدد به عدد واقعی نزدیک است.

### تفاوت‌ها
اندازه‌گیری‌های دقیق نشان می‌دهد که قطر استوایی زمین ۴۳ کیلومتر از قطر قطبی آن بیشتر است. در واقع، قطر استوایی زمین ۱۲۷۵۶ کیلومتر و قطر قطبی آن ۱۲۷۱۳ کیلومتر است.